# 007 - Zona pericolo
007 - Zona pericolo (The Living Daylights) è un film del 1987 diretto da John Glen.
È il quindicesimo film di James Bond, il primo con Timothy Dalton nei panni dell'agente 007, il quale rende il personaggio più duro e pertanto più vicino all'idea del Bond fleminghiano.

## Trama

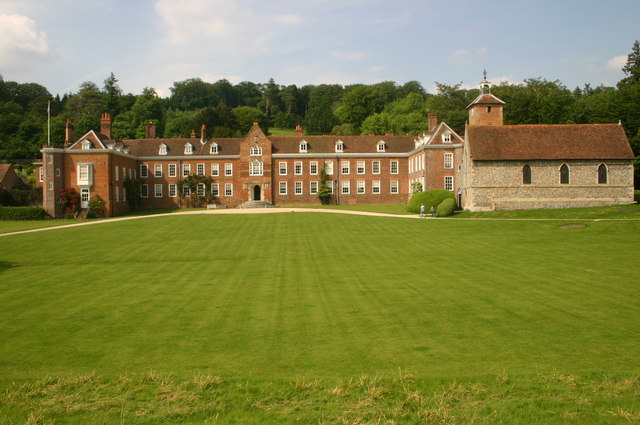
La Stonor House nel South Oxfordshire, casa sicura dell'MI6 e teatro del rapimento di Koskov.

James Bond prende parte, assieme altri suoi colleghi, a un'operazione del ministero della difesa britannica a Gibilterra: quella che sulla carta doveva essere una semplice esercitazione si rivela invece una trappola, ordita da ignoti per colpire gli uomini di M, dove muoiono due agenti.
Successivamente l'agente segreto viene inviato in missione a Bratislava, per organizzare la diserzione in Occidente del generale sovietico Georgi Koskov. Una donna cecchino tenta di ucciderlo; 007 dovrebbe freddarla, ma la risparmia sparando sulla sua arma. La spia porta quindi a termine il compito facendo fuggire il militare prima in Austria attraverso un gasdotto, poi in Gran Bretagna, eludendo le frontiere. Durante un primo interrogatorio in una casa sicura dell'MI6, Koskov rivela diverse informazioni ma successivamente viene rapito da Necros, un sicario che poi è al soldo dello stesso Koskov. Indagando sull'accaduto, Bond scopre la vera identità del cecchino di Bratislava: è la violoncellista Kara Milovy, che è l'amante dello stesso Koskov, utilizzata da quest'ultimo per rendere più credibile la sua fuga.
Koskov si rivela infatti un traditore della patria in combutta con il trafficante d'armi statunitense Brad Whitaker in una grande operazione di armi, diamanti e droga, al fine di assumere il controllo del servizio segreto sovietico spodestandone il direttore, il generale Leonid Puškin. 007 e la Milovy si mettono sulle tracce del traditore, attraverso l'Austria, il Marocco e infine l'Afghanistan dove vengono catturati. Riescono a scappare e liberano da una cella un uomo che si rivelerà essere il capo dei mujaheddin del luogo, Kamran Shah. Insieme lottano contro il personale di una base aerea sovietica.
Bond e Kara scappano con un aereo e dopo aver avuto la meglio su Necros, 007 torna a Tangeri dove uccide Whitaker e consegna l'ufficiale traditore nelle mani di Pushkin, che viene riportato a Mosca. Una volta conclusa la missione, 007, M e il ministro degli esteri sovietico, il generale Gogol e Kamran Shah, si ritrovano a Vienna dove assistono alla prima esibizione internazionale della Milovy.

## Produzione

### Sceneggiatura
Zona pericolo è il film che festeggia i venticinque anni della serie cinematografica di James Bond. La sceneggiatura della pellicola riprende in parte gli eventi narrati nel racconto breve Il lume dell'intelletto, scritto da Ian Fleming nel 1962, nel pieno della guerra fredda; la struttura della trama e i vari personaggi dell'adattamento sul grande schemo sono invece in linea con il quadro politico di fine anni 80, quando si era ormai in clima di glasnost'.

### Cast

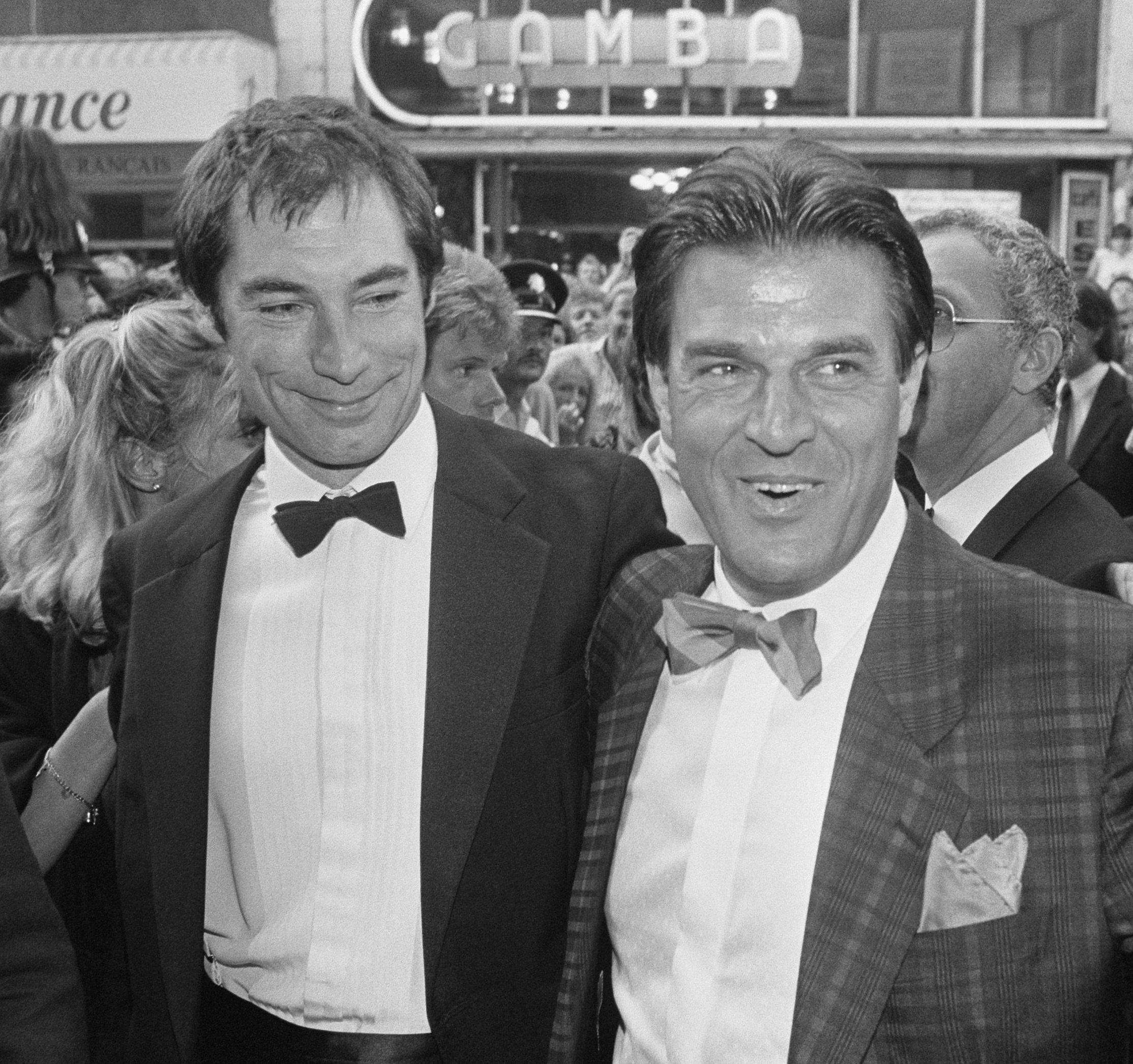
I protagonisti Timothy Dalton e Jeroen Krabbé nel luglio 1987 al Teatro Tuschinski di Amsterdam per l'anteprima olandese del film

Il James Bond di Timothy Dalton è quello che per primo, al cinema, ha tentato di avvicinarsi maggiormente alla concezione originale dell'eroe presente nei romanzi di Ian Fleming: un mix di eleganza e professionalità, anche con un tocco di simpatia, ma che tradisce una certa durezza e serietà di fondo; un personaggio, quindi, molto diverso dagli 007 fin lì visti nelle precedenti pellicole della saga, soprattutto quelle interpretate da Roger Moore.
Gli altri candidati per la parte di James Bond erano: Pierce Brosnan, preso seriamente in considerazione da Albert R. Broccoli, ma ancora legato contrattualmente alla NBC per la serie televisiva Mai dire sì, e il neozelandese Sam Neill, noto per la sua interpretazione di una serie TV sulla spia britannica Sidney Reilly e per la pellicola Ore 10: calma piatta, più i suoi due connazionali Bryan Brown e Finlay Light, quest'ultimo un modello.
La giovane Maryam D'Abo, ex modella, viene scelta per il ruolo della protagonista femminile, la violoncellista Kara Milovy. Nel 1984, l'attrice aveva già sostenuto delle audizioni per la parte della spia sovietica Pola Ivanova in Bersaglio mobile, poi andata a Fiona Fullerton. Venne successivamente richiamata, in vista della produzione di Zona pericolo, per fare da spalla nei provini dedicati alla ricerca del nuovo interprete di Bond; in quest'occasione, Barbara Broccoli ne rimase impressionata e suggerì una sua audizione per il ruolo di Kara, che stavolta ottenne. D'Abo è l'unica Bond girl presente nel film, quasi un unicum nella storia della saga bondiana: ciò, probabilmente, per via dei contemporanei cambiamenti in essere nel costume della seconda metà degli anni 80, con uno 007 meno "donnaiolo" in un mondo sconvolto dal crescente dilagare dell'AIDS.
Ad affiancare i due protagonisti ritroviamo gli ormai abituali Robert Brown e Desmond Llewelyn, rispettivamente nei ruoli dell'ammiraglio Masservy e del maggiore Boothroyd, cioè il direttore e l'armiere dei servizi segreti britannici. Vi è inoltre la prima delle due apparizioni nella serie di Caroline Bliss nel ruolo di Miss Moneypenny, segretaria di M, e le ultime di Geoffrey Keen e Walter Gotell, a loro volta nei panni del ministro inglese Frederick Gray e del generale sovietico Gogol'. Troviamo anche l'ennesimo Felix Leiter in John Terry, stavolta in una versione ineditamente giovane.
I cattivi di questa quindicesima avventura bondiana sono Jeroen Krabbé, nel ruolo di Koskov, e Joe Don Baker, in quello di Brad Whitaker; Baker tornerà poi negli anni 90 per i capitoli GoldenEye e Il domani non muore mai, entrambi al fianco di Brosnan, stavolta nel nuovo ruolo di Jack Wade, contatto CIA e amico di Bond.

### Riprese
Le riprese partirono nella sala E dei Pinewood Studios il 29 settembre 1986.
Una settimana dopo vennero trasferite a Vienna, usata sia come reale set per la capitale austriaca sia per le fittizie sequenze ambientate oltrecortina a Bratislava. La produzione sfruttò location viennesi come la Volksoper, la sala concerti del palazzo di Schönbrunn e il luna park del Prater con la sua caratteristica Riesenrad: questa ruota panoramica è nota anche per la sua apparizione ne Il terzo uomo (1949), alle cui riprese aveva partecipato in gioventù lo stesso John Glen, regista di Zona pericolo, come apprendista montatore. Le riprese austriache proseguirono poi nel comprensorio di Nassfeld, con un piccolo sconfinamento anche in territorio italiano sul passo di Pramollo, in Friuli.
Cast e troupe fece poi ritorno ai Pinewood, dove però le riprese ebbero un rallentamento l'11 dicembre, giorno in cui i principi di Galles, Carlo e Diana, fecero visita al set. Le riprese si chiusero il 13 febbraio 1987, sei giorni prima che al produttore Albert Broccoli venisse conferito l'Ordine dell'Impero Britannico.

### Effetti speciali

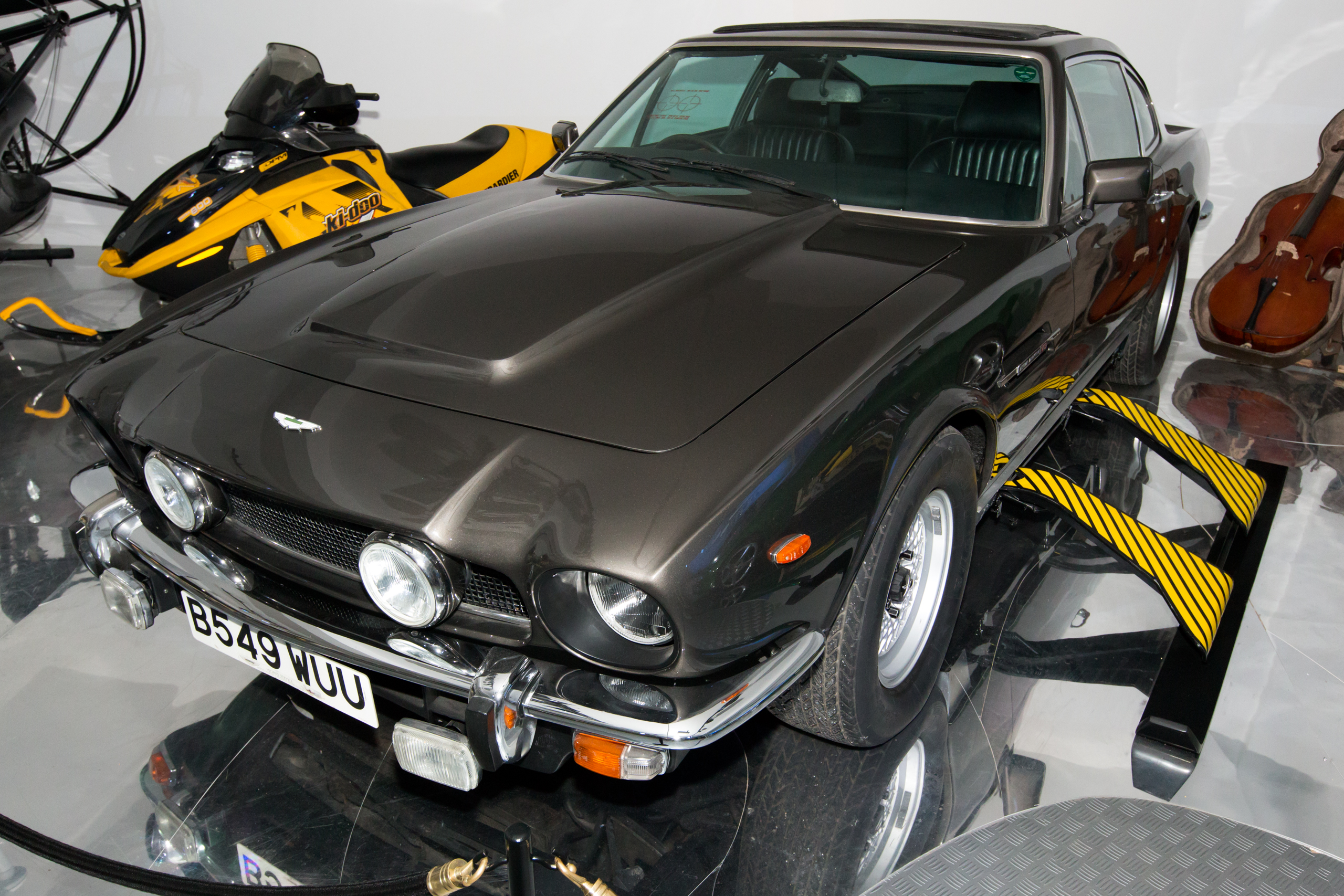
L'Aston Martin V8 Vantage usata da Bond nella pellicola

Data l'introduzione di un Bond più duro e realistico, scarseggiano i gadget futuristici protagonisti dei precedenti capitoli. Trionfo tecnologico, invece, per l'auto di Bond, una Aston Martin V8 Vantage.

## Colonna sonora
Dopo tanti anni, John Barry arriva alla sua ultima collaborazione con la serie. Per l'occasione, reinventa e introduce brani classici della serie, resi più ritmati. Barry scrive anche numerose canzoni per il film, in collaborazione con il gruppo The Pretenders e gli a-ha, una su tutte l'omonima The Living Daylights.

## Accoglienza
Per la Eon Productions i risultati al botteghino sono stati più che soddisfacenti affinché potesse essere riproposto Timothy Dalton per un film successivo sul nuovo corso tracciato dall'introduzione del suo nuovo interprete; Timothy Dalton venne accolto dalla critica europea senza alcun problema, vedendo molti in lui il vero erede di Sean Connery e uno 007 calato in situazioni meno paradossali, mentre altri lamentarono l'assenza nel film di scienziati pazzi e di una trama "troppo complicata".
Negli Stati Uniti gli incassi sono stati superiori a quelli dei film precedenti, quando per contro, solo grazie al rincaro dei biglietti, risultò inferiore il numero di spettatori.

## Altri media
Sul film è ufficialmente basato il videogioco per computer The Living Daylights del 1987.